# Patchwork des noms
Le projet Patchwork des noms pour les victimes du Sida, souvent abrégée en Patchwork des noms, est une courtepointe conçue comme un mémorial pour célébrer la vie des personnes qui sont décédées des suites du sida. Pesant environ 54 tonnes, il s’agit de la plus grande œuvre d’art populaire du monde en 2016. [réf. nécessaire]

## Histoire
L'idée du Patchwork a été trouvée en 1985 par le militant de la lutte contre le Sida, Cleve Jones, à l'occasion de la marche aux flambeaux, en souvenir des assassinats en 1978 de Harvey Milk, conseiller municipal et de George Moscone, maire de San Francisco. Pour la marche, Jones avait demandé aux gens d'écrire sur des pancartes le nom d'êtres chers perdus pour des raisons liées au sida, puis ils ont collé les pancartes sur l'ancien bâtiment fédéral de San Francisco. Toutes les affiches collées sur le bâtiment ressemblaient à une énorme couverture en patchwork, ce qui a inspiré Jones. Tout a commencé officiellement en 1987 à San Francisco par Jones, Mike Smith et les volontaires Joseph Durant, Jack Caster, Gert McMullin, Ron Cordova, Larkin Mayo et Gary Yuschalk. À cette époque, de nombreuses personnes décédées des suites du sida ne bénéficiaient pas de funérailles, en raison à la fois de la stigmatisation sociale du sida ressentie par les membres survivants de la famille et du refus catégorique de nombreux salons funéraires et cimetières de s'occuper des restes du défunt. En l'absence d'un service commémoratif ou d'un lieu de sépulture, le déploiement du Patchwork était souvent la seule occasion dont les survivants pouvaient bénéficier pour se commémorer et célébrer la vie des êtres disparus qui leur étaient chers. La première présentation du Patchwork a eu lieu en 1987 au National Mall de Washington, DC. En 1996, le Patchwork a été intégralement exposée au National Mall de Washington, DC. Cette exposition a bénéficié de la visite du président Bill Clinton et de la première dame Hillary Rodham Clinton ; cette exposition s'est à nouveau installée en juillet 2012 pour coïncider avec début de la XIXe Conférence internationale sur le sida.
Le Patchwork est un mémorial et une célébration de la vie des personnes victimes de la pandémie du sida. Chaque panneau mesure trois pieds par six pieds, approximativement la taille d'une tombe moyenne ; Cela associe plus étroitement les idées du Sida et de la mort, même si seulement environ 20% des personnes décédées des suites d'un Sida sont représentées. Le Patchwork est toujours entretenu et présenté par la fondation du Names Project.
À l'occasion de la Journée nationale du dépistage du VIH, organisée en juin 2004, la Fondation a présenté les 1 000 derniers blocs sur The Ellipse à Washington, DC. Les blocs affichés comprenaient tous les panneaux soumis à l'exposition jusqu'à 1996 ainsi que ceux ultérieurs.
En 1997, le siège du Names Project a été transféré de San Francisco à Washington, DC et en 2001, les panneaux du Patchwork ont été déplacés de San Francisco à Atlanta, en Géorgie. La fondation du projet NAMES a maintenant son siège à Atlanta et compte 21 sections aux États-Unis et plus de 40 organisations affiliées dans le monde entier. Le patchwork commémoratif est lui-même entreposé à Atlanta lorsqu'il n'est pas exposé et il continue de croître. Il comprend actuellement plus de 48 000 panneaux commémoratifs (représentant plus de 94 000 personnes) et pèse environ 54 tonnes.

### But et réalisation
L’objectif du Patchwork des noms est de faire prendre conscience de l’ampleur réelle de la pandémie du sida et d’apporter soutien et apaisement aux personnes touchées. Un autre objectif est de collecter des fonds pour les organisations de services communautaires de lutte contre le Sida, afin d’augmenter leur financement pour la prévention et l’éducation contre le Sida. En 1996, plus de 1,7 million de dollars avaient déjà été collectés et les efforts se poursuivent à ce jour.

## Construction et entretien de la couette
Des panneaux de 3 x 6 en tissu sont créés pour commémorer le décès d'une personne atteinte de complications liées au sida. Les panneaux sont fabriqués par des individus, seuls ou en atelier, tels que Call My Name (qui met l'accent sur la représentation afro-américaine sur le Patchwork) ou Quilting Bees, comme à l'occasion des ateliers tenus lors du Smithsonian Folklife Festival 2012 sur le National Mall. Les choix de création sont laissés au créateur et les techniques telles que le matelassage traditionnel en tissu, la broderie, les applications, la peinture et le pochoir, le perlage et le thermocollage sont courantes.
Articles et matériaux inclus dans les panneaux :
- Les tissus, tels que la dentelle, le daim, le cuir, le vison, le taffetas, le papier bulle et d’autres matières plastiques et même le métal
- Objets décoratifs tels que perles, cristaux de quartz, strass, paillettes, plumes, boutons.
- Vêtements, par exemple jeans, tee-shirts, gants, bottes, chapeaux, uniformes, vestes, tongs.
- Articles de nature personnelle, tels que cheveux, cendres de crémation, alliances, insignes et médailles et autres récompenses, clés de voiture.
- Articles inhabituels, par exemple animaux empaillés, disques, jockstraps, préservatifs et boules de bowling.

Les panneaux sont soumis au projet Patchwork, accompagnés d'un formulaire d'identification du créateur du panneaux et d'une lettre de documentation. De temps en temps, d’autres documents supplémentaires sont donnés avec le panneau, tels que des photographies du sujet. Les informations sur le panneau sont enregistrées dans une base de données.
Les panneaux sont doublés de toile et cousus ensemble par blocs de huit. Des œillets d'accrochage sont cousus et les blocs sont numérotés et photographiés. La numérotation aide à l'identification et à la localisation dans l'entreposage et dans les archives, sur le site Web AIDS Memorial Quilt et lorsque le Patchwork est exposé.

### Entretien de la couette et Gert McMullin

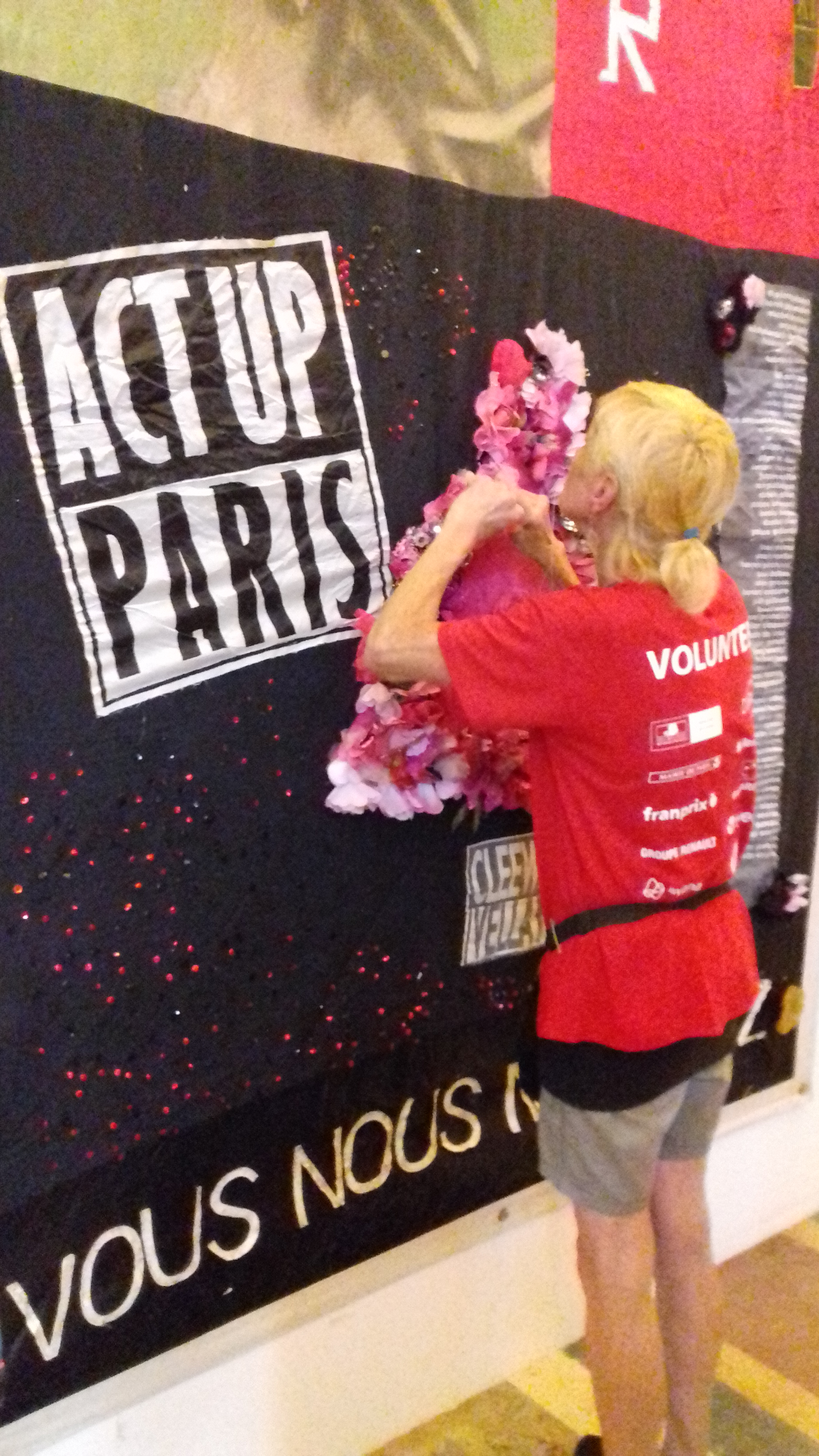
Gert McMullin restaure le patchwork de l'activiste Cleews Vellay lors de son passage à Paris, à l'occasion de son exposition à l'Hôtel de Ville, en marge des GayGames

Le Patchwork est entretenu, réparé et géré par l'équipe de couturières du Patchwork. Gert McMullin est coordinatrice en chef de la production de patchworks pour la NAMES Project Foundation. Elle proposé ses services de couture dès le début du projet à San Francisco. Après avoir vécu la mort de beaucoup d'amis du VIH, McMullin consacre tout son temps libre, après son travail au comptoir des cosmétiques chez Macy's, à lutter contre l'invisibilité ressentie par sa communauté. Du matériel et des machines à coudre ont été donnés et McMullin et un groupe de bénévoles ont travaillé dans une devanture de magasin sur Market Street. Ils ont créé des centaines, puis des milliers de panneaux.
Les deux premiers panneaux de McMullin étaient pour ses amis, Roger Lyon et David Calgaro. Son panneau pour Lyon a finalement été ajouté à la collection du Musée national d'histoire américaine du Smithsonian Institute (numéro d'accession 1998.0254.01) et figure dans le livre Histoire de l'Amérique du Smithsonian en 101 objets.
Lorsque le marché immobilier de San Francisco est devenu prohibitif, le projet ainsi que l'équipe de McMullin ont été transférés à Atlanta, en Géorgie.

### Exemples de panneaux
Ceux qui proposent des panneaux ne doivent pas nécessairement connaître la personne, mais ils doivent ressentir une sorte de connexion avec celle-ci. Par exemple, pour commémorer le chanteur de Queen, Freddie Mercury, il y avait de nombreux panneaux, dont deux fonds blanc avec une guitare bleue et noire et « Freddie Mercury » écrit sur le côté en noir, avec le ruban SIDA au-dessus de son nom et une soie pourpre avec « Freddie Mercury », « Queen » et « 1946–1991 » en argent, ainsi que deux images de Mercury avec Queen.
De nombreux panneaux ont également été réalisés pour l’acteur Rock Hudson, l’un d’entre eux étant composé d’un fond bleu marine avec « Rock Hudson » en argent et semé d'étoiles, surmontant un arc-en-ciel avec le mot « Hollywood ».
Les autres panneaux sont fabriqués par des proches des personnes décédées, puis assemblés pour former un grand bloc. Certains sont flamboyants et fauves, alors que d'autres sont plus simples.

## En France

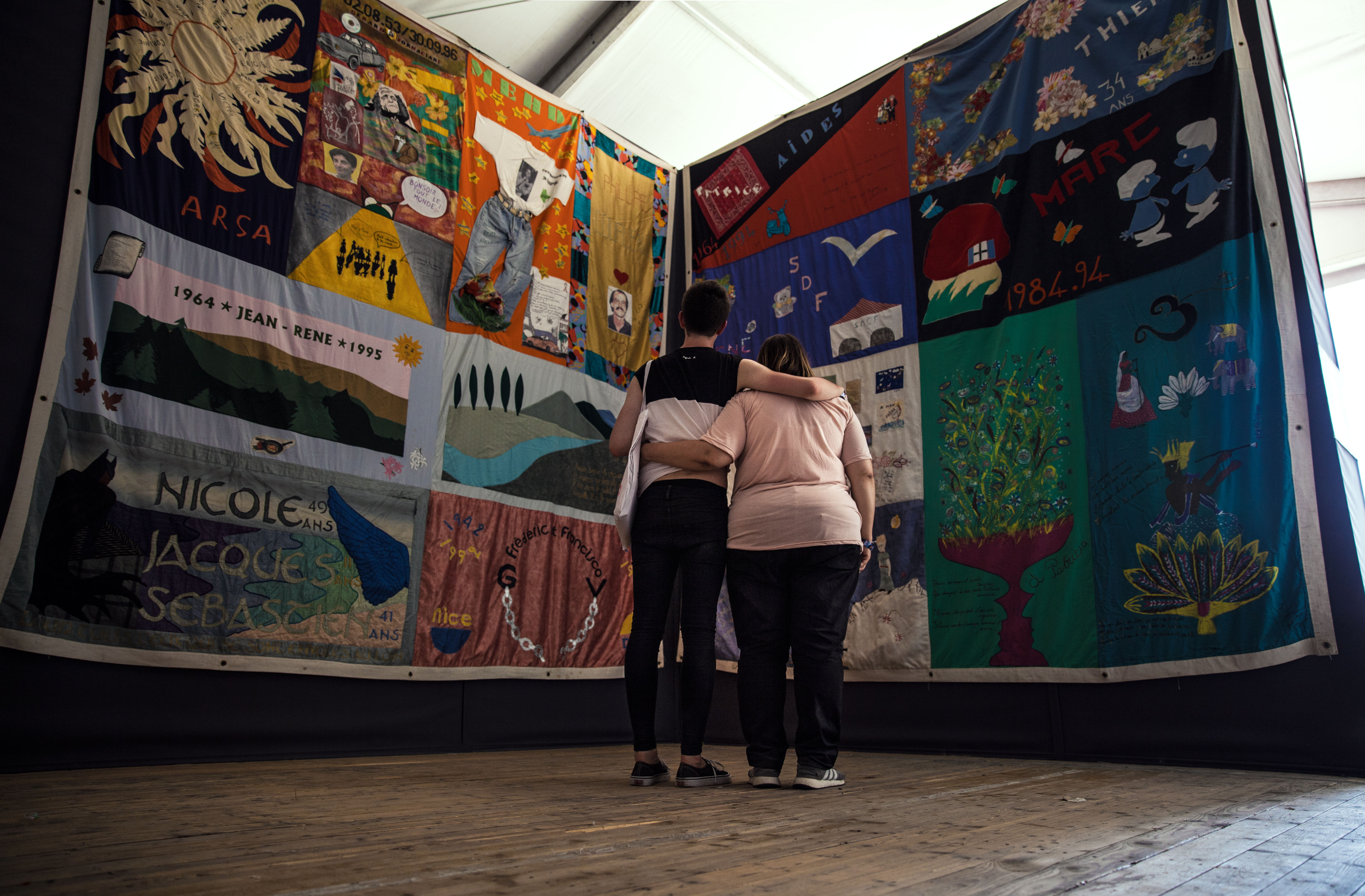
Chaque année, l'association expose ses patchworks lors du festival Solidays

L'association "Le Patchwork des Noms" a été créée en 1989 par quatre personnes Jaque Hébert, Philippe Johnson, Jacques Robert et Claude Vinueza. Elle s’est transformée en 2013 en Les Ami·e·s du Patchwork des Noms. Pendant de nombreuses années, l’association a élaboré au sein d’ateliers des patchworks en souvenir des personnes décédées du sida, et participé à de nombreux événements liés au VIH/sida, déploiements, marche des fiertés, etc, en parallèle d'un travail inter-associatif autour de la prise en charge des personnes séropositives et de la mise à disposition d’information et  d’outils de prévention. 
Dès lors, cette association a connu plusieurs présidents :
| Président                                                  | de   | à                |
| ---------------------------------------------------------- | ---- | ---------------- |
| Jaque Hébert                                               | 1989 | 1996             |
| Bruno-Pascal Chevalier                                     | 1996 | 2012 (à sa mort) |
| Jean-Michel Gognet                                         | 2013 | 2021             |
| Jean-René Dedieu-Jourdain et Mathieu Lérault co-présidents | 2021 | 2025             |

Jean-René Dedieu-Jourdain & Bruno Perrine    2025

## Reconnaissance et influence
- Le projet NAMES a été nommé pour un prix Nobel de la paix en 1989. [réf. nécessaire]
- Le Patchwork fait l’objet du film documentaire primé aux Peabody Awards et aux Oscars de 1989, Common Threads: Stories from the Quilt, produit par Rob Epstein et Bill Couturié, et narré par Dustin Hoffman.
- Le compositeur Tom Brown a écrit la chanson Jonathan Wesley Oliver, Jr. à propos de la courtepointe en 1988. [réf. nécessaire]
- En 1990, la Symphonie no 1 de John Corigliano, inspirée de The AIDS Memorial Quilt, a été créée à New York.
- Elegies for Angels, Punks et Raging Queens, un cycle de chansons développé à la fin des années 1980 avec la musique de Janet Hood, les paroles et le texte additionnel de Bill Russell, contient des chansons et des monologues inspirés de The Quilt. [réf. nécessaire]
- En 1992, The AIDS Quilt Songbook a créé un recueil de nouvelles œuvres musicales sur la dévastation du sida, rassemblées par le baryton lyrique William Parker, qui les a sollicité auprès de compositeurs avec lesquels il avait travaillé auparavant.
- DCDD (Different Drummers) de Washington DC et le chœur de lesbiennes et de gays de Washington (LGCW) ont commandé à Quilt Panels du compositeur Robert Maggio en 2001. [réf. nécessaire]
- Le projet NAMES était à la base de la comédie musicale Quilt, A Musical Celebration [réf. nécessaire]
- La courtepointe commémorative du sida a été mentionnée et montrée au cours des années au cours desquelles l’ Hôpital général a tenu son bal des infirmières (1994-2001) afin de recueillir des fonds pour la recherche sur le sida. Et le personnage de Michael Stone Cates a été célébré avec une courtepointe en 1996. [réf. nécessaire]
- En 2002, le chapitre du projet NAMES Chicago a été intronisé au Temple de la renommée des gays et lesbiennes de Chicago[18].
- Ne jamais être oublié est un vidéo gagnant [Lequel ?] de 54 minutes réalisée par Karen Peper, qui retrace la visite de la courtepointe en juin 1988 à Detroit, dans le Michigan. Cette exposition faisait partie d’une tournée dans 20 villes qui a débuté immédiatement après la première représentation de Washington, en 1987. La vidéo commence par des images de la cérémonie d'ouverture de l'écran de Washington DC, puis passe à la couverture de l'événement de Detroit. Sont inclus les cérémonies d'ouverture et de clôture à Cobo Hall, ainsi qu'un aperçu de la mise en place et du démontage de la présentation. Les volontaires partagent leurs sentiments sur la participation à l'événement et le spectateur se penche sur les panneaux individuels. Le Dr Peper a également tourné de nombreuses images de la visite de la courtepointe à Columbus, dans l'Ohio; Chicago, IL; et les indices de 1987, 1993 et 1996 à Washington, DC. [réf. nécessaire]
- Dans la série Inside Amy Schumer, Schumer a plaisanté en disant que la comédienne Mindy Kaling portait la courtepointe à un événement lors d'un sketch moqueur dans les magasins de vêtements[réf. nécessaire].
- Sur l'épisode 1 de la saison 7 de Modern Family, Luke a plaisanté en disant que la courtepointe de Haleys était la plus triste depuis la courtepointe du sida. [réf. nécessaire]

### Projets inspirés par le Names Project
Le Patchwork commémoratif était la première œuvre du genre en tant que monument en croissance perpétuelle, créée au coup par coup par des milliers d'individus. Aujourd'hui, il constitue la plus grande œuvre d'art collective du monde. Il était apparemment inévitable que The Quilt soit suivi d’une série de projets commémoratifs et de sensibilisation, liés ou non au sida, inspirés et dérivés de The AIDS Memorial Quilt et de son gardien The NAMES Project Foundation. Voici des exemples:
- Le KIA Memorial Quilt, créé pour commémorer les membres des forces armées américaines tués lors de la guerre en Irak[20].
- Après les attaques terroristes du 11 septembre 2001 contre les États-Unis, un certain nombre de projets de Patchwork ont été créés pour rendre hommage aux victimes.
  - Exposition commémorative des Patchwork du 11 septembre[21]
  - Unis en mémoire[22]
  - Le Patchwork commémoratif du World Trade Center[23]
  - Patchwork commémoratif américains du 11 septembre[24]
- De nombreux autres problèmes médicaux ont également des patchworks, par exemple:
  - Maladie de Huntington[25]
  - Cardiopathie congénitale[26]
  - Cancer du sein[27]
- Il existe également des Patchworks dédiés à des sous-groupes, touchés par la pandémie du sida, notamment :
  - Enfants[28]
  - Californiens du nord[29]
  - Australiens[30]
  - Nouvelle Zélande[31]
- Des Patchworks virtuels pour le mémorial du sida ont également été créées:
  - Projet Stitch Digital Quilt[32]
  - Seconde vie[33]
  - Comité d'action contre le sida du Massachusetts[34]
  - Southern AIDS Quilt[35]
  - Mémorial du sida de l'université de Columbia[36]